# Montreuil-sur-Epte
Montreuil-sur-Epte és un municipi francès, situat al departament de Val-d'Oise i a la regió de Illa de França. L'any 2007 tenia 441 habitants.
Forma part del cantó de Vauréal, del districte de Pontoise i de la Comunitat de comunes Vexin-Val de Seine.

## Demografia

### Població
El 2007 la població de fet de Montreuil-sur-Epte era de 441 persones. Hi havia 144 famílies, de les quals 20 eren unipersonals (4 homes vivint sols i 16 dones vivint soles), 52 parelles sense fills, 68 parelles amb fills i 4 famílies monoparentals amb fills.
La població ha evolucionat segons el següent gràfic:
Habitants censats

### Habitatges
El 2007 hi havia 191 habitatges, 153 eren l'habitatge principal de la família, 28 eren segones residències i 10 estaven desocupats. 187 eren cases i 2 eren apartaments. Dels 153 habitatges principals, 142 estaven ocupats pels seus propietaris, 7 estaven llogats i ocupats pels llogaters i 4 estaven cedits a títol gratuït; 3 tenien una cambra, 4 en tenien dues, 21 en tenien tres, 37 en tenien quatre i 88 en tenien cinc o més. 124 habitatges disposaven pel capbaix d'una plaça de pàrquing. A 56 habitatges hi havia un automòbil i a 86 n'hi havia dos o més.

### Piràmide de població
La piràmide de població per edats i sexe el 2009 era:
| Homes | Edats   | Dones |
| ----- | ------- | ----- |
| 0     | 95 o +  | 0     |
| 0     | 90 a 94 | 0     |
| 0     | 85 a 89 | 0     |
| 4     | 80 a 84 | 0     |
| 8     | 75 a 79 | 12    |
| 8     | 70 a 74 | 12    |
| 12    | 65 a 69 | 4     |
| 4     | 60 a 64 | 8     |
| 4     | 55 a 59 | 0     |
| 16    | 50 a 54 | 4     |
| 12    | 45 a 49 | 16    |
| 16    | 40 a 44 | 12    |
| 16    | 35 a 39 | 12    |
| 16    | 30 a 34 | 16    |
| 16    | 25 a 29 | 16    |
| 4     | 20 a 24 | 4     |
| 4     | 15 a 19 | 8     |
| 8     | 10 a 14 | 8     |
| 12    | 5 a 9   | 8     |
| 28    | 0 a 4   | 20    |

## Economia
El 2007 la població en edat de treballar era de 272 persones, 208 eren actives i 64 eren inactives. De les 208 persones actives 200 estaven ocupades (111 homes i 89 dones) i 8 estaven aturades (3 homes i 5 dones). De les 64 persones inactives 19 estaven jubilades, 29 estaven estudiant i 16 estaven classificades com a «altres inactius».

### Ingressos
El 2009 a Montreuil-sur-Epte hi havia 150 unitats fiscals que integraven 429 persones, la mediana anual d'ingressos fiscals per persona era de 21.367 €.

### Activitats econòmiques
Dels 12 establiments que hi havia el 2007, 1 era d'una empresa de fabricació d'altres productes industrials, 2 d'empreses de construcció, 1 d'una empresa de comerç i reparació d'automòbils, 1 d'una empresa de transport, 1 d'una empresa d'hostatgeria i restauració, 1 d'una empresa d'informació i comunicació, 4 d'empreses de serveis i 1 d'una empresa classificada com a «altres activitats de serveis».
Dels 3 establiments de servei als particulars que hi havia el 2009, 1 era un guixaire pintor, 1 fusteria i 1 restaurant.
L'any 2000 a Montreuil-sur-Epte hi havia 6 explotacions agrícoles.

## Equipaments sanitaris i escolars
El 2009 hi havia una escola maternal.

## Poblacions més properes
El següent diagrama mostra les poblacions més properes.